# Nuovi Grifoni Perugia 2019
Questa voce raccoglie le informazioni riguardanti i Nuovi Grifoni Perugia nelle competizioni ufficiali della stagione 2019.

## Roster
| Roster dei Nuovi Grifoni Perugia (2019) |
| --- |
| Quarterback - 13 Francesco Freddini Running Back Wide Receiver - 28 Davide Re - 27 Egidio Tinarelli - 3 Stefano Bartoccioni - 26 Vincenzo Pugliese Offensive Linemen - 79 Fabio Cera - 72 Francesco Gattobigi - 55 Tullio Campofiloni C Defensive Linemen - 50 Alessandro Valigi DE - 63 Antonello Zetti DL/OL - 60 Davide Cavallucci - 41 Enrico Brachini DL/LB - 19 Giacomo Bartoletti DE - 44 Luca Tortoioli DE - 61 Matteo Guercini DL/OL - 66 Thomas Masseroni DL/OL Linebacker - 35 Alessio Ponsini - 1 Andrea Ferrini LB/RB - 59 Jim Nimskov - 23 Marco Lucarelli LB/RB - 10 Massimiliano Bonomo - 83 Nicolò Magara LB/RB - 99 Simone Tortorici Defensive Back - 32 Daniele Bietta FS/RB - 29 Dario Bottaccioli FS/QB - 24 Michele la Corte CB - 24 Valerio Turcano CB/WR Special Team |

## Campionato Italiano Football a 9 FIDAF 2019

### Stagione regolare
| Perugia 24 febbraio 2019, ore 15:15 | Nuovi Grifoni Perugia | 39 – 12 (7-0 13-0 6-6 13-6) referto | Eagles Salerno | S.C. S.Sisto (50 spett.)\| Arbitro: \| L. Ferracuti \| |
| Arbitro:                            | L. Ferracuti          |                                     |                |                                                        |

| 2 marzo 2019 | Nuovi Grifoni Perugia | - – - | Steelers Terni |  |

| Napoli 10 marzo 2019, ore 14:30 | Briganti Napoli | 24 – 21 (d.t.s.) (7-0 7-7 7-0 0-14 3-0) referto | Nuovi Grifoni Perugia | Briganti Field (150 spett.)\| Arbitro: \| G. Genise \| |
| Arbitro:                        | G. Genise       |                                                 |                       |                                                        |

| Salerno 7 aprile 2019, ore 14:35 | Eagles Salerno | 0 – 35 (0-7 0-14 0-14 0-0) referto | Nuovi Grifoni Perugia | Stadio Donato Vestuti (30 spett.) |

| Napoli 14 aprile 2019, ore 14:30 | 82'ers Napoli | 12 – 48 (0-6 0-22 6-6 6-14) referto | Nuovi Grifoni Perugia | C.S. Green Sport (30 spett.)\| Arbitro: \| U. di Bari \| |
| Arbitro:                         | U. di Bari    |                                     |                       |                                                          |

| 27 aprile 2019 | Steelers Terni | - – - | Nuovi Grifoni Perugia |  |

| Perugia 5 maggio 2019, ore 16:00 | Nuovi Grifoni Perugia | 7 – 24 (0-3 0-2 0-12 7-7) referto | Briganti Napoli | S.C. S.Sisto (50 spett.)\| Arbitro: \| L. Ferracuti \| |
| Arbitro:                         | L. Ferracuti          |                                   |                 |                                                        |

| Perugia 12 maggio 2019, ore 16:05 | Nuovi Grifoni Perugia | 46 – 12 (7-6 25-0 7-0 7-6) referto | 82'ers Napoli | S.C. S.Sisto (50 spett.)\| Arbitro: \| G. Curatolo \| |
| Arbitro:                          | G. Curatolo           |                                    |               |                                                       |

### Playoff
| Pisa 2 giugno 2019, ore 16:15 | West Coast Raiders | 26 – 29 (9-0 7-14 7-7 3-8) referto | Nuovi Grifoni Perugia | C.S Porta a Mare (150 spett.)\| Arbitro: \| Camossa \| |
| Arbitro:                      | Camossa            |                                    |                       |                                                        |

| Napoli 9 giugno 2019, ore 15:40 | Briganti Napoli | 20 – 14 (6-7 14-7 0-0 0-0) referto | Nuovi Grifoni Perugia | Briganti Field (200 spett.)\| Arbitro: \| G. Curatolo \| |
| Arbitro:                        | G. Curatolo     |                                    |                       |                                                          |

## Statistiche di squadra
| Competizione | %Vittorie | In casa | In casa | In casa | In casa | In casa | In casa | In trasferta | In trasferta | In trasferta | In trasferta | In trasferta | In trasferta | Totale | Totale | Totale | Totale | Totale | Totale |
| Competizione | %Vittorie | G       | V       | N       | P       | Pf      | Ps      | G            | V            | N            | P            | Pf           | Ps           | G      | V      | N      | P      | Pf     | Ps     |
| ------------ | --------- | ------- | ------- | ------- | ------- | ------- | ------- | ------------ | ------------ | ------------ | ------------ | ------------ | ------------ | ------ | ------ | ------ | ------ | ------ | ------ |
| Campionato   | .667      | 3       | 2       | 0       | 1       | 92      | 48      | 3            | 2            | 0            | 1            | 104          | 36           | 6      | 4      | 0      | 2      | 196    | 84     |
| Playoff      | .500      | 0       | 0       | 0       | 0       | 0       | 0       | 2            | 1            | 0            | 1            | 43           | 46           | 2      | 1      | 0      | 1      | 43     | 46     |
| Totale       | .625      | 3       | 2       | 0       | 1       | 92      | 48      | 5            | 3            | 0            | 2            | 147          | 82           | 8      | 5      | 0      | 3      | 239    | 130    |

## Statistiche personali

### Marcatori
| Giocatore       | Ruolo | TD rush | TD recv | TD int | TD p.ret | TD k.ret | TD oth | Xp1  | Xp2 | FG  | Saf | Totale |
| --------------- | ----- | ------- | ------- | ------ | -------- | -------- | ------ | ---- | --- | --- | --- | ------ |
| S. Bartoccioni  |       | 9+3     | 4+0     | 0+0    | 0+0      | 0+0      | 0+0    | 0+0  | 0+0 | 0+0 | 0+0 | 96     |
| D. Bietta       |       | 5+1     | 1+0     | 0+0    | 0+0      | 0+0      | 0+0    | 0+0  | 0+0 | 0+0 | 0+0 | 42     |
| A. Ferrini      |       | 0+0     | 2+2     | 0+0    | 1+0      | 1+0      | 0+0    | 0+0  | 1+1 | 0+0 | 0+0 | 40     |
| A. Turcano      |       | 1       | 2       | 0      | 0        | 0        | 0      | 0    | 0   | 0   | 0   | 18     |
| J. Nimskov      |       | 0+0     | 0+0     | 0+0    | 0+0      | 0+0      | 0+0    | 12+5 | 0+0 | 0+0 | 0+0 | 17     |
| F. Freddini     |       | 1       | 0       | 0      | 0        | 0        | 0      | 4    | 0   | 0   | 0   | 10     |
| S. Cocchi       |       | 0       | 1       | 0      | 0        | 0        | 0      | 0    | 1   | 0   | 0   | 8      |
| N. Magara       |       | 0       | 1       | 0      | 0        | 0        | 0      | 0    | 0   | 0   | 0   | 6      |
| P. Katambayi Bu |       | 0       | 0       | 0      | 0        | 0        | 0      | 1    | 0   | 0   | 0   | 1      |
| M. Rivecci      |       | 0       | 0       | 0      | 0        | 0        | 0      | 1    | 0   | 0   | 0   | 1      |

### Passer rating
| Giocatore      | G   | Att   | Comp  | Int | Yds     | TD  | NFL    | NCAA    |
| -------------- | --- | ----- | ----- | --- | ------- | --- | ------ | ------- |
| F. Freddini    | 3+2 | 43+47 | 28+24 | 3+0 | 411+162 | 8+1 | 96,20  | 137,59  |
| A. Turcano     | 4   | 30    | 12    | 3   | 201     | 3   | 57,08  | 109,28  |
| S. Bartoccioni | 2+1 | 2+1   | 1+1   | 0+0 | 16+25   | 0+0 | 109,72 | 181,47  |
| F. Buccioli    | 1   | 3     | 0     | 2   | 0       | 0   | 0,00   | -133,33 |
| M. Lattanzi    | 0+1 | 0+2   | 0+1   | 0+0 | 0+32    | 0+1 | 135,42 | 349,40  |